# Ecliptopera impingens
Ecliptopera impingens là một loài bướm đêm trong họ Geometridae.